# Carpathian Couriers Race
A Carpathian Couriers Race (em polonês/polaco:  Karpacki Wyścig Kurierów; também chamada Carpathia Couriers Tour) é uma competição de ciclismo profissional por etapas polaco-eslovaca (registada em Polónia).
Criou-se em 2010 em meados do mês de junho registada na Eslováquia fazendo parte do UCI Europe Tour dentro da categoria 2.2U (última categoria do profissionalismo e limitada a corredores sub-23). Desde a sua segunda edição, em 2011, está registada na Polónia e desde 2012 disputa-se a primeiros do mês maio (coincidindo com a Szlakiem Grodów Piastowskich), mantendo a sua categoria inicial.

## Palmarés
| Ano                      | Vencedor            | Segundo              | Terceiro                 |           |
| ------------------------ | ------------------- | -------------------- | ------------------------ | --------- |
| Carpathia Couriers Path  |                     |                      |                          |           |
| 2010                     | Adrian Honkisz      | Kamil Zieliński      | Sergey Sakavets          |           |
| 2011                     | Paweł Bernas        | Paweł Poljański      | Jarosław Kowalczyk       |           |
| 2012                     | Maurits Lammertink  | Jakub Novák          | Łukasz Owsian            |           |
| Carpathian Couriers Race |                     |                      |                          |           |
| 2013                     | Stefan Poutsma      | Daan Meijers         | Jeroen Meijers           |           |
| 2014                     | Gregor Mühlberger   | Eduard-Michael Grosu | Przemysław Kasperkiewicz |           |
| 2015                     | Tim Ariesen         | Álvaro Cuadros       | Dries Van Gestel         |           |
| 2016                     | Hamish Schreurs     | Michał Paluta        | Max Kanter               |           |
| 2017                     | Alessandro Pessot   | Kamil Małecki        | Robert Kessler           |           |
| 2018                     | Filip Maciejuk      | Jens van den Dool    | Sven Burger              |           |
| 2019                     | Marijn van den Berg | Giovanni Aleotti     | Meindert Weulink         |           |
| 2020                     | Jordan Habets       | Adam Kuś             | Antti-Jussi Juntunen     |           |
| 2021                     | Filip Maciejuk      | Daan Hoeks           | Fran Miholjević          |           |
| 2022                     | Fran Miholjević     | Francis Juneau       | Alexander Hajek          |           |
| 2023                     | Gal Glivar          | Giulio Pellizzari    | Davide De Cassan         |           |
| 2024                     | cancelado           | cancelado            | cancelado                | cancelado |

## Palmarés por países
| País          | Vitórias |
| ------------- | -------- |
| Países Baixos | 4        |
| Polónia       | 3        |
| Áustria       | 1        |
| Nova Zelândia | 1        |
| Itália        | 1        |